# Фастен, Бертиль
Карл Бертиль Фастен (швед. Carl Bertil Fastén; 1 апреля 1900, Стокгольм — 18 января 1928, Уппсала) — шведский легкоатлет, специалист по метанию диска и многоборьям. Выступал за сборную Швеции по лёгкой атлетике в 1920-х годах, многократный победитель и призёр первенств национального значения, участник летних Олимпийских игр в Париже.

## Биография
Бертиль Фастен родился 1 апреля 1900 года в Стокгольме.
Занимался лёгкой атлетикой в городе Уппсала в местном спортивном клубе IF Thor.
Первого серьёзного успеха как спортсмен добился в сезоне 1924 года, став чемпионом Швеции в программе десятиборья. По итогам чемпионата вошёл в состав шведской национальной сборной и удостоился права защищать честь страны на летних Олимпийских играх в Париже. В пятиборье занял итоговое 23-е место, тогда как в десятиборье досрочно завершил выступление и не показал никакого результата.
После парижской Олимпиады Фастен остался действующим спортсменом и продолжил принимать участие в различных соревнованиях по лёгкой атлетике. Так, в 1925 году он одержал победу на чемпионате Швеции в пятиборье и взял бронзу в метании диска.
В 1926 году вновь был лучшим в пятиборье, стал серебряным призёром в метании диска.
В 1927 году на чемпионате Швеции завоевал золотые медали одновременно в пятиборье и метании диска.
Умер 18 января 1928 года в Уппсале в возрасте 27 лет.